# Waldemar Sikora
Waldemar Mieczysław Sikora (ur. 1 stycznia 1945 w Rudniku nad Sanem) – polski polityk, nauczyciel, poseł na Sejm I i III kadencji.

## Życiorys
W 1982 ukończył studia na Wydziale Elektrycznym Politechniki Rzeszowskiej. Pracował jako nauczyciel, był m.in. wicedyrektorem zespołu szkół. W latach 80. działał w Ruchu Światło-Życie oraz w Domowym Kościele (był rzeszowskim animatorem diecezjalnym tej drugiej organizacji). Działał też w ruchach na rzecz upowszechniania trzeźwości, m.in. w Krucjacie Wyzwolenia Człowieka. Pełnił funkcję posła I kadencji z listy Wyborczej Akcji Katolickiej oraz III kadencji z listy Akcji Wyborczej Solidarność, wybranego w okręgu rzeszowskim. Należał do Zjednoczenia Chrześcijańsko-Narodowego, wystąpił z niego w trakcie kadencji. W 2001 i 2004 bez powodzenia kandydował do Senatu z własnego komitetu „Nadzieja”. Pozostał aktywistą katolickim, m.in. jako przewodniczący Komitetu Obrony Dzieci i Młodzieży przed Patologiami Społecznymi.